# Sarah Menezes
Sarah Gabrielle Cabral de Menezes (Teresina, 26 de març de 1990) és una esportista brasilera que competeix en judo.

## Trajectòria
Sarah es va convertir en la primera esportista femenina del seu país a guanyar una medalla d'or en la categoria de -48 kg, després de derrotar a una de les campiones europees, Alina Dumitru de Romania, als Jocs Olímpics de Londres 2012. També va competir als Jocs Olímpics de Pequín 2008, encara que en aquest esdeveniment esportiu no va poder treure una medalla per al seu país.
Sarah Menezes va guanyar la seva primera gran medalla després d'afirmar la seva aposta pel bronze en el Campionat Mundial de Judo organitzat a Tòquio (Japó) al setembre de 2010.
Al llarg de la seva carrera ha guanyat tres medalles en el Campionat Mundial de Judo entre els anys 2010 i 2013, i vuit medalles en el Campionat Panamericà de Judo entre els anys 2005 i 2016. En els Jocs Panamericans de 2011 va aconseguir una medalla de bronze.

### Palmarès internacional
| Jocs Olímpics        | Jocs Olímpics               | Jocs Olímpics | Jocs Olímpics |
| Any                  | Lloc                        | Medalla       | Categoria     |
| -------------------- | --------------------------- | ------------- | ------------- |
| 2012                 | Londres ( Regne Unit)       | 1             | –48 kg        |
| Campionat Mundial    |                             |               |               |
| Any                  | Lloc                        | Medalla       | Categoria     |
| 2010                 | Tòquio ( Japó)              | 3             | –48 kg        |
| 2011                 | París ( França)             | 3             | –48 kg        |
| 2013                 | Rio de Janeiro ( Brasil)    | 3             | –48 kg        |
| Jocs Panamericans    |                             |               |               |
| Any                  | Lloc                        | Medalla       | Categoria     |
| 2011                 | Guadalajara ( Mèxic)        | 3             | –48 kg        |
| Campionat Panamericà |                             |               |               |
| Any                  | Lloc                        | Medalla       | Categoria     |
| 2005                 | Caguas ( Puerto Rico)       | 3             | –44 kg        |
| 2009                 | Buenos Aires ( Argentina)   | 3             | –48 kg        |
| 2010                 | San Salvador ( El Salvador) | 1             | –48 kg        |
| 2012                 | Mont-real ( Canadà)         | 2             | –48 kg        |
| 2013                 | San José ( Costa Rica)      | 1             | –48 kg        |
| 2014                 | Guayaquil ( Equador)        | 2             | –48 kg        |
| 2015                 | Edmonton ( Canadà)          | 1             | –48 kg        |
| 2016                 | l'Havana ( Cuba)            | 1             | –48 kg        |